# Tahitimonarch
De tahitimonarch (Pomarea nigra) is een zangvogel  uit de familie Monarchidae (monarchen). Het is een ernstig bedreigde, endemische vogelsoort op het eiland Tahiti.

## Kenmerken
De vogel is 15 cm lang en volwassen monarchen zijn geheel zwart gekleurd met een bleekblauwe snavel. Onvolwassen vogels zijn kaneelkleurig.

## Verspreiding en leefgebied
Deze soort is endemisch op Tahiti. De vogel komt alleen voor in vier valleien met een bepaald soort inheems bos op hellingen tussen de 80 en 400 m boven zeeniveau.

## Status
De tahitimonarch heeft een zeer klein verspreidingsgebied en daardoor is de kans op uitsterven aanwezig. De grootte van de populatie werd in 2020 door BirdLife International geschat op 25 tot 100 individuen. De vogel is afhankelijk van actieve bescherming waaronder de bestrijding van zwarte ratten. Daardoor lukt het de populatie-aantallen constant te houden of te laten stijgen. Het leefgebied staat onder druk door overbegrazing door geiten en de introductie van invasieve diersoorten. Om deze redenen staat deze soort als ernstig bedreigd (kritiek) op de Rode Lijst van de IUCN.